# Nicoletta Elmi
Nicoletta Elmi (Roma, 13 de fevereiro de 1964) é uma atriz de cinema italiana. Ela atuou em muitos filmes na década de 1970 como atriz mirim, mas também atuou em vários papéis na vida adulta na década de 1980.

## Carreira
Ela é mais conhecida por (mas não se limita a) uma série de papéis quando criança em filmes de terror italianos, especialmente o subgênero giallo. Sua carreira cinematográfica começou em 1969 com uma aparição não creditada em Le Sorelle (italiano para As Irmãs), seguida mais tarde no mesmo ano por uma aparição como Rosy no musicarello Il suo nome è Donna Rosa (italiano para Seu nome é Donna Rosa), de Ettore Maria Fizzarotti, um papel que ela reprisou no ano seguinte na sequência Mezzanotte d'amore (italiano para Meia-noite do amor). Em 1971, ela fez uma aparição sem créditos como a menina na mesa em Morte em Veneza, de Luchino Visconti. Em 1971, ela fez uma aparição sem créditos como a filha sem nome de Renata e Albert (Claudine Auger e Luigi Pistilli, respectivamente) em  A Bay of Blood, de Mario Bava. Também em 1971, ela fez outra aparição não creditada como Mary, a filha dos personagens principais Salvatore e Carmela Lo Coco em Gang War de Steno (Cose di Cosa Nostra no lançamento italiano). Em 1972, ela desempenhou o papel de Gretchen Hummel em outro filme de Mario Bava, Baron Blood. No lançamento de 1972, Who Saw Her Die?, dirigido por Aldo Lado e Vittorio De Sisti, ela interpretou Roberta (aquela que morre, à qual o título se refere), filha do personagem de George Lazenby, Franco Serpieri. Em 1973, ela fez uma aparição sem créditos como a personagem Virginia na comédia de Luciano Salce, Io e lui (italiano para Eu e ele). Em 1974, ela desempenhou o papel de Marika/Monica, filha do Barão Frankenstein, em Flesh For Frankenstein. Em 1975, ela interpretou a personagem Paula (Paola no lançamento italiano) em Footprints on the Moon, de Luigi Bazzoni, no mesmo ano em que apareceu no papel de Olga em Deep Red, de Dario Argento. Em 1975, ela desempenhou o papel principal em The Night Child, de Massimo Dallamano (também conhecido como The Cursed Medallion). O último filme do primeiro segmento de sua carreira foi o único filme de Aldo Scavarda como diretor, o drama da Segunda Guerra Mundial, Stream Line (La linea del fiume era o título italiano), no qual interpretou Graziella Torretti, atuando ao lado de Philippe Leroy e John Hurt.
Após uma pausa na carreira durante a adolescência, ela passou a atuar em vários papéis no cinema e na TV quando adulta, incluindo um retorno ao gênero de terror em Demons, de Lamberto Bava, em 1985. No entanto, no ano anterior, ela apareceu em duas comédias: a comédia romântica dirigida por Carlo Vanzina, Amarsi un po'... no papel de Amanda Orselli, ao lado de Tahnee Welch e Virna Lisi, e Windsurf - Il vento nelle mani (italiano para O vento em suas mãos), dirigido por Claudio Risi, no qual ela interpretou a personagem de Alice, novamente atuando com Philippe Leroy, com quem ela apareceu em Stream Line. De 1987 a 1988, interpretou Benedetta Valentini na série de TV, I Ragazzi della 3ª C, também dirigida por Claudio Risi, com quem havia trabalhado em Windsurf três anos antes. Depois disso, abandonou a carreira de atriz para se dedicar à fonoaudiologia.

## Filmografia

### Cinema
- Le Sorelle, 1969
- Il suo nome è Donna Rosa, 1969
- Mezzanotte d'amore, 1970
- Death in Venice, 1971
- A Bay of Blood, dirigido por Mario Bava (1971)
- Who Saw Her Die?, 1971
- Gang War, 1971
- Baron Blood, dirigido por Mario Bava (1972)
- Io e lui, 1973
- Flesh For Frankenstein, dirigido por Paul Morrissey (1974)
- Deep Red, dirigido por Dario Argento (1975)
- Footprints on the Moon, 1975
- The Cursed Medallion, 1976
- Stream Line, 1976
- Amarsi un po', 1984
- Windsurf - Il vento nelle mani, 1984
- Demons, dirigido por Lamberto Bava, produzido por Dario Argento (1985)

### Televisão
- I ragazzi della 3ª C - série de TV, como Benedetta Valentini (1987–1988)